# Ford Mustang I
Der Ford Mustang I ist ein kleiner, offener Zweisitzer mit Aluminiumkarosserie und einem Vierzylindermotor, der 1962 von Ford gebaut wurde.

## Design und Entwicklung
Der ursprüngliche Ford Mustang war ein Produkt der „Fairlane Group“, eines Komitees von Ford-Managern unter der Leitung von Lee Iacocca. Die „Fairlane Group“ arbeitete an neuen Produktbedürfnissen und im Sommer 1962 erstellte die Gruppe einen Entwurf für den Rahmen eines neuen Sportwagens. Ford machte mit diesem Modell den Versuch, eine Lücke zwischen Go-Karts und dem Chevrolet Corvette zu füllen, sowie ein Auto in der FIA Kategorie 9 (SCCA Klasse G) zu konstruieren. Bekannte Mechaniker verglichen den Ford Mustang I mit dem importierten Sportwagen MG 1600 Mark II und dem Sunbeam Alpine Mark II.